# John Kerr (Politiker)
John Kerr (* 4. August 1782 bei Yanceyville, Caswell County, North Carolina; † 29. September 1842 bei Danville, Virginia) war ein US-amerikanischer Politiker. Zwischen 1813 und 1817 vertrat er zwei Mal den Bundesstaat Virginia im US-Repräsentantenhaus.

## Werdegang
John Kerr entstammte einer bekannten Politikerfamilie. Er war der Vater des gleichnamigen Kongressabgeordneten John Kerr (1811–1879) und ein Cousin von Bartlett Yancey (1785–1828), der den Staat North Carolina im US-Repräsentantenhaus vertrat. Außerdem war er der Großonkel des Kongressabgeordneten John H. Kerr (1873–1958), der ebenfalls für North Carolina im Kongress saß. Kerr besuchte die öffentlichen Schulen seiner Heimat. Nach einem anschließenden Theologiestudium und seiner 1802 erfolgten Ordinierung zum Geistlichen der Baptistenkirche begann er in diesem Beruf zu arbeiten. Ab 1805 war er im Halifax County ansässig. Gleichzeitig schlug er als Mitglied der Demokratisch-Republikanischen Partei eine politische Laufbahn ein.
Bei den Kongresswahlen des Jahres 1812 wurde Kerr im 15. Wahlbezirk von Virginia in das US-Repräsentantenhaus in Washington, D.C. gewählt, wo er am 4. März 1813 die Nachfolge von John Randolph antrat. Da er bei der Wahl des Jahres 1814 gegen Matthew Clay verlor, konnte er bis zum 3. März 1815 zunächst nur eine Legislaturperiode im Kongress absolvieren. Diese war von den Ereignissen des Britisch-Amerikanischen Krieges geprägt. Nach dem Tod von Clay wurde Kerr bei der fälligen Nachwahl erneut in den Kongress gewählt, wo er am 30. Oktober 1815 sein früheres Mandat wieder einnahm. Bis zum 3. März 1817 konnte er dort die laufende Legislaturperiode beenden.
Im Jahr 1816 verzichtete Kerr auf eine erneute Kandidatur. In den folgenden Jahren bis 1832 war er in verschiedenen Städten Virginias als Geistlicher tätig. Danach zog er sich in den Ruhestand zurück. Ab 1836 lebte er auf einer Farm in der Nähe von Danville, wo er am 29. September 1842 starb.